# Luca Barla
Luca Barla (født 29. september 1987) er en italiensk tidligere professionel cykelrytter.

## Eksterne links
- Wikimedia Commons har flere filer relateret til Luca Barla

- Luca Barlas profil hos UCI (engelsk)
- Luca Barlas profil på CycleBase (engelsk)
- Luca Barlas profil på Cykelsiderne
- Luca Barlas profil på Cycling Quotient (engelsk)
- Luca Barlas profil på ProCyclingStats (engelsk)
- Luca Barlas profil på FirstCycling

| Cykling | Spire Denne biografi om en italiensk cykelrytter er en spire som bør udbygges. Du er velkommen til at hjælpe Wikipedia ved at udvide den. |